# 光洁锥棘吸虫
光洁锥棘吸虫（学名：Petasiger nitidus）为棘口科锥棘属的动物。分布于美国以及中国大陆的福建等地，营寄生生活，寄生于肠。